# Die dritte Kultur
Die dritte Kultur (Originaltitel The Third Culture) ist ein Buch des Literaturagenten John Brockman aus dem Jahr 1995. Darin wird die Arbeit von einigen bekannten Denkern vorgestellt, die auch selbst Gelegenheit haben, ihre teils recht provokativen Thesen der Öffentlichkeit vorzustellen.
Brockman hat die Arbeit mit den Themen von The Third Culture auf den Webseiten der Edge Foundation fortgesetzt. Führende Wissenschaftler und Denker vermitteln dort ihre Ideen in einfacher Sprache.

## Inhalt
Der Titel des Buchs verweist auf C. P. Snows 1959 erschienene Arbeit The Two Cultures and the Scientific Revolution (Die zwei Kulturen und die wissenschaftliche Revolution). Snow beschrieb in dem Buch die Kluft, welche „die zwei Kulturen“ trennt; auf der einen Seite die Literatur-Intellektuellen und auf der anderen Seite die Naturwissenschaftler. Als Ursache diagnostizierte er die einseitigen Lehrpläne der Universitäten und als Folge nannte er die Verarmung beider Kulturen. Das Heranwachsen einer „dritten Kultur“, eine neue Generation von Wissenschaftlern, die die Kommunikationslücke zwischen den zwei traditionellen Kulturen schließen soll, hat er in seiner zweiten Studie The Two Cultures: A Second Look 1963 prophezeit.
In The Third Culture verneint Brockman Snows optimistische Haltung, dass eine effektive Kommunikation zwischen den zwei Kulturen in Sichtweite sei. Er behauptet stattdessen, dass die aktuelle Bewegung zeitgenössischer Wissenschaftler, die in ihren populärwissenschaftlichen Veröffentlichungen versuchen, Antworten zu den sogenannten „letzten Fragen“ einem breiteren Publikum zugänglich zu machen, die dritte Kultur sei.
Zu den im Buch vorgestellten Wissenschaftlern gehören u. a.
- aus dem Biologiebereich: George C. Williams, Stuart Kauffman, Stephen Jay Gould, Richard Dawkins und Niles Eldredge
- aus der Kognitionsforschung: Marvin Minsky, Roger Schank, Daniel Dennett, Steven Pinker und Roger Penrose
- aus der Kosmologie: Martin Rees, Lee Smolin und Paul Davies
- aus der Komplexitätsforschung: der Nobelpreisträger Murray Gell-Mann, J. Doyne Farmer und W. Daniel Hillis

## Rezeption
Die Idee der Dritten Kultur wurde in Deutschland insbesondere von der FAZ aufgegriffen, die ihr Feuilleton Wissenschaftlern aus diesem Bereich geöffnet hat. Wie der Journalist Gábor Paál in seinem Buch Was ist schön? zeigt, deckt sich Brockmans „Dritte Kultur“ weitgehend mit dem, was Hegel Realphilosophie nannte: Eine Art von Philosophie, die sich sehr stark an den wissenschaftlichen Fakten orientiert und dort weiterdenkt, wo die empirische Wissenschaft an ihre Grenzen stößt.

## Ausgaben
- The Third Culture: Beyond the Scientific Revolution. Simon & Schuster, New York 1995, ISBN 0-684-82344-6.

deutsch
- Die dritte Kultur. Das Weltbild der modernen Naturwissenschaft. Aus dem Amerikanischen übertragen von Sebastian Vogel. Goldmann, München 1996, ISBN 3-442-72035-4.